# HotVolleys Wiedeń
Aon hotVolleys Wiedeń – siatkarski zespół z Austrii z siedzibą w Wiedniu.
Klub regularnie występuje w Lidze Mistrzów siatkarzy. W sezonie 2003/2004 i 2004/2005 w zespole grał Maciej Dobrowolski.

## Zmiany nazw
- 1953-1977 – Goerz 33
- 1977-1985 – VBC Tyrolia Wiedeń
- 1985-1989 – Club A. Tyrolia Wiedeń
- 1989-1999 – Donaukraft Wiedeń
- 1999-2000 – Bayernwerk Wiedeń
- 2000-2001 – E.ON hotVolleys Wiedeń
- 2001-2003 – hotVolleys Wiedeń
- 2003-2008 – aon hotVolleys Wiedeń
- od 2008 – hotVolleys Wiedeń

### Polacy w zespole
| Lata gry  | Imię i nazwisko     |
| --------- | ------------------- |
| 2003-2005 | Maciej Dobrowolski  |
| 2012-2014 | Robert Szczerbaniuk |

## Sukcesy
- Mistrzostwo Austrii: (18x)  (1981, 1983, 1984, 1985,1992,1993, 1994, 1996, 1997, 1998, 1999, 2000, 2001, 2002, 2003, 2004, 2007, 2008)
- Puchar Austrii: (14x)  (1982, 1983, 1984, 1993, 1994, 1996, 1997, 1998, 1999, 2000, 2001, 2002, 2003, 2009)
- udział w Final Four Ligi Mistrzów: (1x) (2000)

## Kadra
Sezon 2013/2014
- Pierwszy trener: Erkan Togan
- Asystent trenera: Richard Nemec

| Nr | Imię i nazwisko     | Data ur. | Wzrost | Pozycja      |
| -- | ------------------- | -------- | ------ | ------------ |
| 1  | David Michel        | 1996     | 195    | przyjmujący  |
| 2  | Boris Gasinski      | 1996     | 195    | środkowy     |
| 4  | Dino Divkovic       | 1994     | 197    | środkowy     |
| 5  | Thomas Tröthann     | 1992     | 202    | przyjmujący  |
| 6  | Mathias Kienbauer   | 1983     | 185    | libero       |
| 7  | Vladimir Adamović   | 1987     | 192    | rozgrywający |
| 8  | Niklas Maurer       | 1995     | 170    | libero       |
| 9  | Tomas Holly         | 1985     | 193    | rozgrywający |
| 10 | Richard Nemec       | 1972     | 202    | środkowy     |
| 12 | Robert Szczerbaniuk | 1977     | 205    | środkowy     |
| 14 | Vojislav Kostić     | 1994     | 202    | środkowy     |
| 15 | Ricardo Serafim     | 1980     | 195    | przyjmujący  |
| 17 | Daniel Meissner     | 1995     | 180    | libero       |